# Richard Sapper
 Premio Compasso d'oro  nel 1962

 Premio Compasso d'oro  nel 1964

 Premio Compasso d'oro  nel 1967

 Premio Compasso d'oro  nel 1979

 Premio Compasso d'oro  nel 1987

 Premio Compasso d'oro  nel 1991

 Premio Compasso d'oro  nel 1995

2 x  Premio Compasso d'oro  nel 1998

Richard Sapper (Monaco di Baviera, 30 maggio 1932 – Milano, 31 dicembre 2015) è stato un designer tedesco, attivo quasi esclusivamente in Italia.
Considerato uno dei designer più importanti della sua generazione, le creazioni, esprimono combinazione tra innovazione tecnica, purezza di forma con rilievi di arguzia e sorpresa. Ha ricevuto il prestigioso Compasso d'Oro 10 volte dal 1960 al '98; altro alla carriera nel 2014. Le sue creazioni, sono state esposte in diversi musei, tra cui il Triennale Design Museum di Milano, la Museum of Modern Art (MoMA) di New York e il Victoria and Albert Museum di Londra.
Buona parte dell'attività è stata legata alla città di Milano. Ebbe modo di confrontarsi con primarie figure professionali del secondo dopoguerra. Nel 2014, col Premio Compasso d'Oro alla carriera, Sapper verrà identificato come premiato "nazionale".

## Biografia

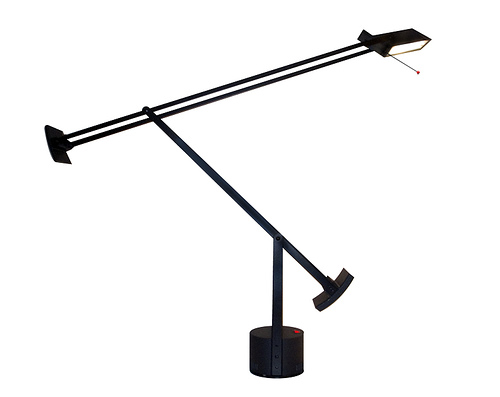
La lampada Tizio di Richard Sapper per Artemide, 1970.

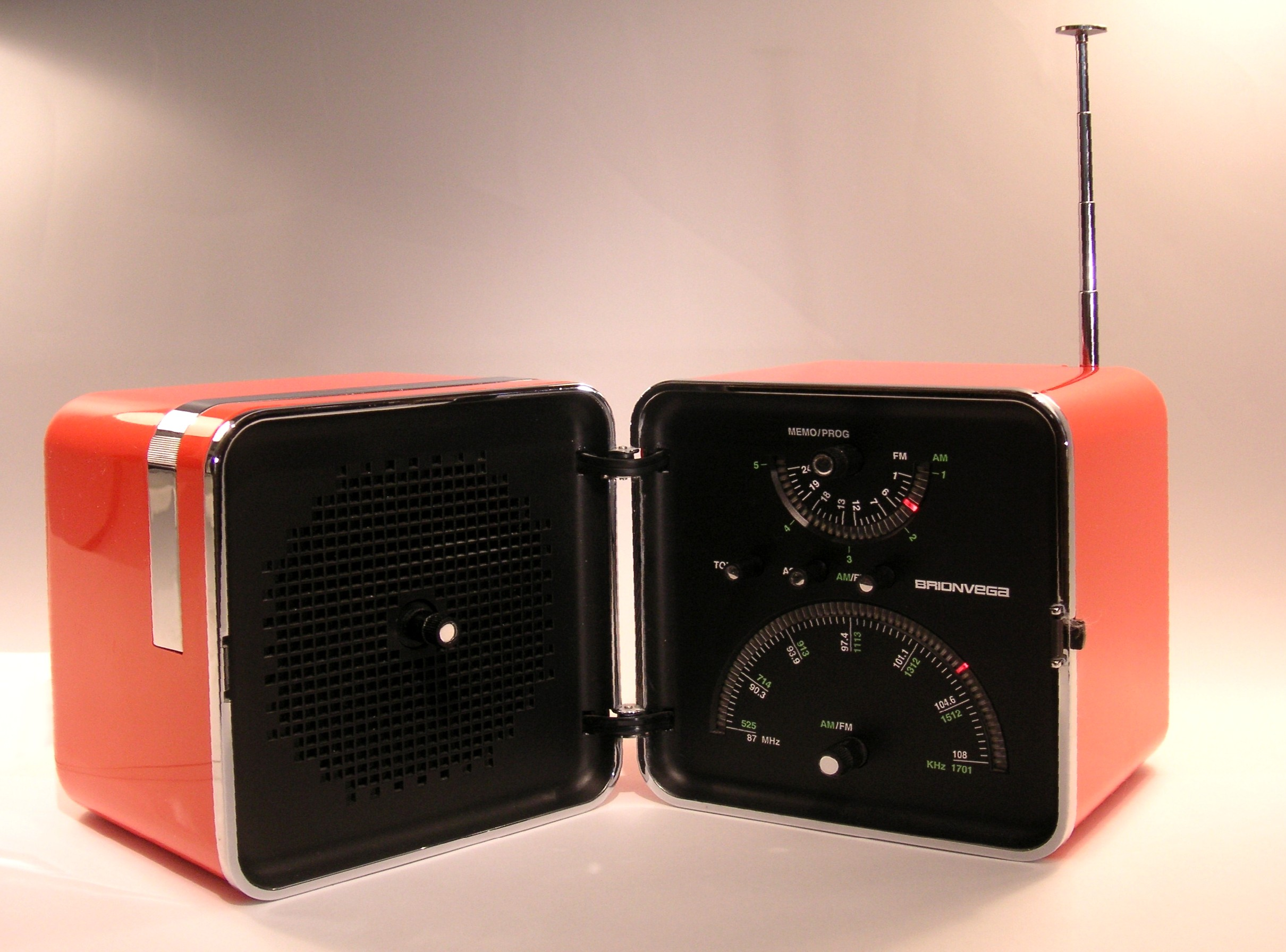
La radio cubo Brionvega.

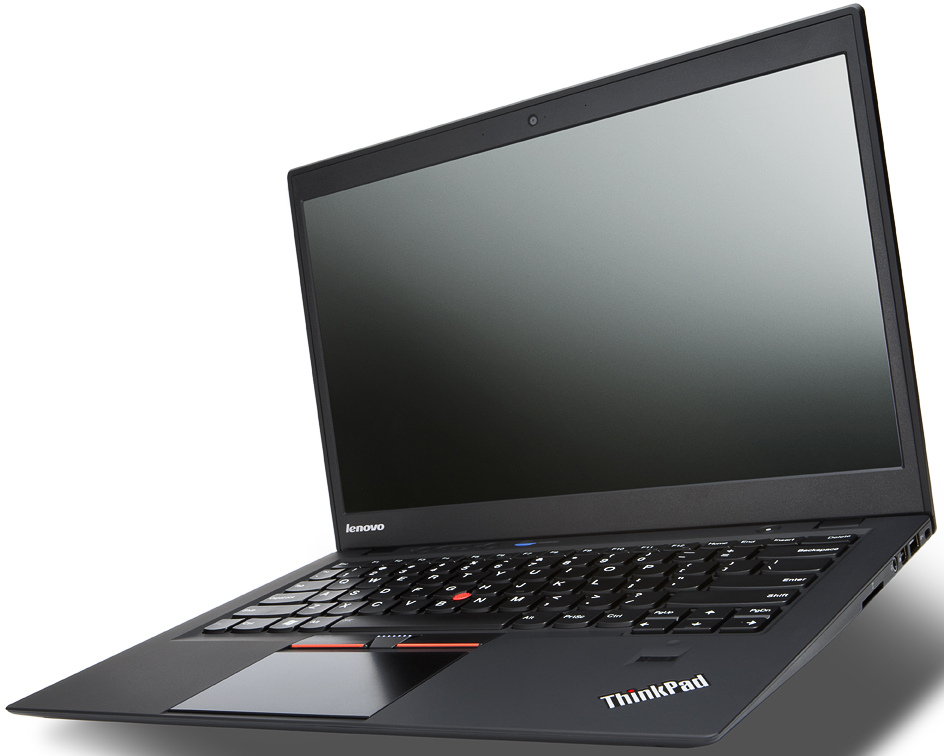
ThinkPad X1

Sapper inizia la sua carriera di designer nel reparto styling di Mercedes-Benz. Nel 1958 si trasferisce a Milano e collabora, inizialmente, con l'architetto Gio Ponti, in progresso con la Rinascente. Nel 1959 avvia un proficuo sodalizio con l'architetto e designer Marco Zanuso. Brionvega, intuendo le potenzialità dei due, affida loro, sempre nel 1959, il restyling della produzione con l'ambizione di competere con i produttori giapponesi e tedeschi. Sapper e Zanuso, ideano radio e televisori ben presto must del design italiano. Tra i progetti, il compatto e portatile Doney 14 (1962), il primo televisore funzionante unicamente a transistor; il cubo scomponibile TS502 (1962), ovvero una radio con cerniere dotata di diffusore e manopole di controllo. L'estetica plastica e minimalista dei due designer, viene evidenziata nel telefono Grillo creato nel 1965 per Siemens ed Italtel. Grillo è il primo telefono a cerniera, prodromo dei cellulari pieghevoli. Nel 1964 Sapper e Zanuso progettano K1340 per Kartell, sedia leggera ed impilabile interamente in plastica.
Il designer tedesco è anche l'ideatore dell'orologio Static di Lorenz. La semplicità ed il rigore del progetto, valse a Sapper il Compasso d'Oro. Static ancor oggi è in produzione in 5 colorazioni differenti. Nel 1972 Sapper disegnò Tizio per Artemide. In sostanza, una lampada alogena, senza fili, con bracci a fungere da conduttori di corrente. La Tizio diventerà una delle lampade più vendute al mondo e, contestualmente, oggetto di culto. La lampada Tizio sarà uno dei maggiori problemi per il servizio post-vendita di Artemide, essendo strutturalamente debolissima e necessitando frequenti riparazioni in assistenza. Sapper creò ulteriori classici del design: nel 1979 le sedie da ufficio Sapper Chair di Knoll che furono uno dei maggiori problemi tecnici della assistenza post-vendita di Knoll International, avendo il designer posto una rete di fibra sintetica sotto alla seduta in poliuretano schiumato, la rete letteralmente "grattugiava" la seduta e richiedeva per tutte le sedute un'assistenza tecnica che fu pesantissima a livello di costi per Knoll; una serie di cronometri per Heuer nel 1976; la sedia pieghevole Nena per B&B Italia nel 1984.
Nel 1978 Sapper riceve il primo incarico da Alessi per il design di una caffettiera espresso, la 9090, che gli vale un nuovo Compasso. Seguiranno: Bollitore con fischietto a due note del 1984; nel 1990 la teiera Bandung; la macchina per caffè Coban del 1997 e la grattugia formaggio Todo nel 2006. La serie di pentole La Cintura di Orione, sempre per Alessi, viene progettata tra 1986 e 2009 in collaborazione con chef di calibro come Roger Verge, Pierre e Michel Troisgros e Alain Chapel.
Nel 1977 Sapper elabora, per Aermec, il condizionatore d'aria window-type "Verticale". Sarà il primo caso di design integrale nel settore della climatizzazione con contenimento dell'ingombro complessivo, aspetto critico delle apparecchiature domestiche. Spazio limitato, uso di materiali come plastica e lamiera d'acciaio con soluzioni ergonomiche originali ed avanzatissime nel settore, la caratteristica saliente.
Nel 1980 Sapper viene ingaggiato come consulente per il design alla IBM. Inizia la progettazione di numerosi portatili; è del '92 il ThinkPad (700C). Il designer rompe la tradizione grigio perla dell'azienda newyorkese, introducendo una semplice ed elegante scatola nera rettangolare. La sorpresa è nel pulsante rosso della tastiera per il controllo dello schermo. Nel 2005 IBM cede a Lenovo la divisione pc. Sapper continuerà a seguire il marchio ThinkPad come consulente di design del colosso cinese.
Nel corso della sua attività, Sapper mostra grande interesse per i problemi di trasporto. Con FIAT studia vetture sperimentali, in particolare concentrandosi su sistemi di paraurti pneumatici. Con Pirelli sviluppa strutture pneumatiche. Nel 1972 fonda con l'architetto Gae Aulenti un gruppo di lavoro per lo studio di nuovi sistemi di trasporto urbano. Sviluppa questo tema nel 1979 alla XVI Triennale di Milano, presentando autobus FIAT con bici dei passeggeri riposte in apposito spazio. L'idea prendeva il nome di Zoombike, una bici "intraveicolare" pieghevole ultraleggera (appena 6 chilogrammi) sviluppata con tecnologia aeronautica. La Zoombike si lascia piegare con la stessa facilità e rapidità di un ombrello e può essere facilmente riposta in bagagliaio d'auto.
Sapper, nella sua attività, vanta collaborazioni con Alessi, Artemide, B&B Italia, Castelli, Heuer, IBM, Kartell, Knoll, Lenovo, Lorenz, Magis, Molteni Unifor e Pirelli.
Negli anni ha insegnato all'Università di Yale, all'Accademia di Belle Arti di Stoccarda, all'Università di Pechino, al Royal College of Art di Londra, alla Domus Academy di Milano, all'Università di Buenos Aires ed all'Università di Arti Applicate di Vienna.
Sapper è un Honorary Fellow della Royal Society of Arts in Inghilterra e membro della Akademie der Künste in Germania. Nel 2009 il designer tedesco riceve il Lifetime Achievement Award dal Rat für Formgebung in Germania per l'attività di progettazione. Nel 2010 ottiene il dottorato honoris causa dalla University of North Carolina. Nel 2012 riceve la Croce al Merito dal Presidente della Repubblica Federale tedesca.
Si spegne a 83 anni il 31 dicembre 2015 a Milano. Le esequie si tengono il 5 gennaio 2016 nella chiesa cristiana protestante del capoluogo lombardo. La salma viene poi portata nel cimitero di Musso, comune di villeggiatura sul Lago di Como, e sepolta in una semplice tomba.

## Disegno industriale
- 1960 - Orologio Static per Lorenz, premio Compasso d'Oro
- 1962 - Televisore Doney per Brionvega con Marco Zanuso, premio Compasso d'Oro
- 1963 - Sedia in lamiera Lambda per Gavina con Marco Zanuso
- 1963 - Sedia per bambini K-1340 per Kartell con Marco Zanuso, premio Compasso d'Oro
- 1964 - Radio TS 502 per Brionvega con Marco Zanuso
- 1966 - Telefono Grillo per Siemens con Marco Zanuso, premio Compasso d'Oro
- 1965 - Televisore Algol per Brionvega con Marco Zanuso
- 1969 - Televisore Black per Brionvega con Marco Zanuso
- 1971 - Radio Match per Telefunken
- 1972 - Lampada Tizio per Artemide, premio Compasso d'Oro, iF Product Design Award
- 1973 - Sistema scaffali Genia per B&B Italia
- 1974 - Radioregistratore Soundbook per Brionvega
- 1974 - Contaminuti Minitimer per Terraillon
- 1975 - Lampada Aretusa per Artemide
- 1975 - Orologio Tantalo per Artemide
- 1977 - Condizionatore d'aria window type 'Verticale' per Aermec Riello Condizionatori.
- 1978 - Cronometro Microsplit per Heuer
- 1979 - Caffettiera espresso 9090 per Alessi, premio Compasso d'Oro
- 1979 - Serie sedie per ufficio SapperChair Collect on per Knoll
- 1982 - Servizio caffè e tè für Alessi
- 1983 - Bollitore 9091 per Alessi
- 1984 - Poltrona pieghevole Nena per B&B Italia
- 1985 - Computer Laptop 5140 per IBM
- 1987 - Serie pentole La Cintura di Orione per Alessi
- 1987 - Orologia da polso Uri-Uri per Alessi
- 1987 - Sistema di mobili da ufficio Dalle nove alle cinque per Castelli, premio Compasso d'Oro
- 1988 - Sistema di illuminazione per ufficio Argo per Artemide
- 1988 - Serie sedie per ufficio System 26 per Comforto
- 1989 - Mobile scrivania Secretaire per Molteni Unifor
- 1991 - Sistema componibile per ponti fissi per pale caricatrici PONTI 180/182 per Hurth Axle
- 1991 - Lampada Astarte per Artemide
- 1992 - Teiera Bandung per Alessi
- 1992 - Computer Laptop ThinkPad 700 C per IBM
- 1995 - Serie posate RS01 per Alessi
- 1995 - Serie vassoi RS02 per Alessi
- 1995 - Computer Leapfrog per IBM, premio Compasso d'Oro
- 1996 - Computer Laptop ThinkPad 701 per IBM
- 1996 - Lampada Kyron per Artemide
- 1997 - Macchina per caffè Cobàn per Alessi, premio Compasso d'Oro
- 1998 - Sedia impilabile Aida per Magis
- 1999 - Maniglia Laser per Olivari
- 2000 - Computer Netvista X40 per IBM
- 2000 - Bicicletta pieghevole Zoombike per Elettromontaggi, premio Compasso d'Oro
- 2001 - Computer Netvista X41 per IBM
- 2001 - Tavolo pieghevole Aida per Magis
- 2002 - Tazza espresso RS07 per Alessi
- 2002 - Computer 1560 per IBM
- 2003 - Penna Dialog 1 per Lamy
- 2003 - Sistema scaffali Meta per Robots
- 2004 - Grattugia Todo per Alessi
- 2005 - Lampada LED Halley per Lucesco, premio NeoCon Gold Award
- 2006 - Caffettiera espresso ARS09 per Alessi
- 2007 - Computer Laptop ThinkPad Reserve Edition per Lenovo
- 2007 - Sedia Tosca per Magis
- 2008 - Serie coltelli La Cintura di Orione per Alessi
- 2009 - Serie coltelli da steak La Cintura di Orione per Alessi
- 2010 - Sistema braccio per monitor Sapper Collection per Knoll
- 2012 - Macina pepe Tonga per Alessi
- 2012 - Sistema braccio per monitor XYZ per Knoll
- 2013 - Computer Laptop ThinkPad X1 Carbon per Lenovo

## Premi e riconoscimenti
Compasso d'oro
- 1960 per l'orologio Static (Lorenz)
- 1962 per il televisore Doney con Marco Zanuso (Brionvega)
- 1964 per la Seggiolina K-1340 con Marco Zanuso (Kartell)
- 1967 per il telefono Grillo con Marco Zanuso (Siemens)
- 1979 per la Caffettiera Espresso 9090 (Alessi)
- 1987 per il sistema di mobili da ufficio Dalle nove alle cinque (Castelli)
- 1991 per il sistema componibile per ponti fissi per pale caricatrici PONTI 180/182 (Hurth Axle)
- 1995 per il computer portatile Leapfrog (IBM)
- 1998 per la bicicletta da città pieghevole ZOOMBIKE con Francis Ferrarin (Elettromontaggi)
- 1998 per la macchina per caffè con macinacaffè Coban (Alessi)
- 2014 Compasso d'oro alla carriera «per aver unito il rigore tedesco e la genialità italiana nel disegnare una moltitudine di prodotti straordinari e di grande successo in ambiti anche molto distanti tra loro.»[5]

Altri premi
Premio Lucky Strike della Raymond Loewy Foundation.